# Hadsunds skolorkester

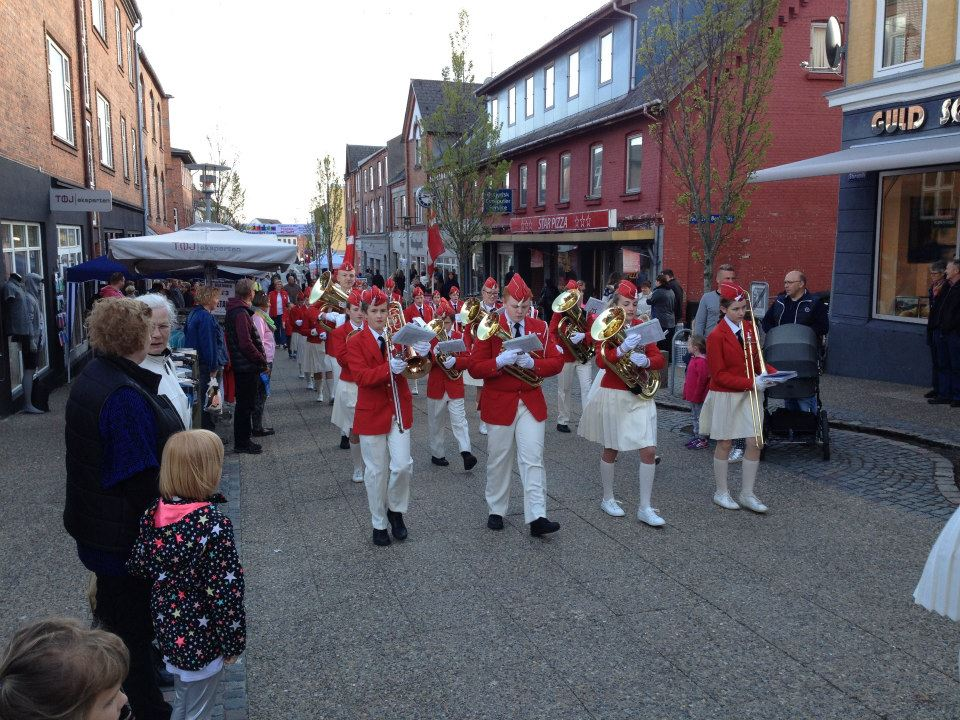
Hadsunds skolorkester i Hadsund.

Hadsunds skolorkester grundades 1932 i Hadsund och är Skandinaviens äldsta skolorkester. Orkestern har spelat för kung Fredrik IX av Danmark och för drottning Margrethe II av Danmark. År 1939 startade läraren vid Hadsund Realskole, K.A. Knudsen Hadsund Realskolas pojkorkester som bestod av fem pojkar.